# گلن بکر
گلن بکر (انگلیسی: Glenys Bakker؛ زادهٔ ۲۷ اوت ۱۹۶۲) ورزشکار کرلینگ اهل کانادا است.